# Percy Heawood
Percy John Heawood (Newport, 8 settembre 1861 – Durham, 24 gennaio 1955) è stato un matematico britannico, che lavorò per gran parte della propria vita al teorema dei quattro colori.
Nel 1890 trovò un errore nella dimostrazione del suddetto teorema di Alfred Kempe, che era ritenuta esatta da 11 anni. Basandosi sulle stesse tecniche di Kempe riuscì però a dimostrare la congettura nel caso di cinque colori.